# Faiv
Faiv è il quarto album in studio del rapper italiano Dani Faiv, pubblicato il 3 giugno 2022 dalla Columbia Records.

## Descrizione
Si tratta del primo disco uscito a seguito della dipartita del rapper dal collettivo Machete Crew e si compone di sedici brani, di cui alcuni realizzati con vari artisti ospiti come Gemitaiz, Nayt e Drast degli Psicologi. Rispetto alle precedenti pubblicazioni Dani Faiv ha sperimentato nuove sonorità (passando a elementi pop e rock) e nuove tematiche (come l'autobiografica Full Speed), pur mantenendo gli elementi hip hop del passato, come Icona hip hop con Emis Killa.

## Tracce
1. Faiv, punto – 1:52
2. Mayday – 2:42
3. Facce vere (feat. Nayt) – 2:37
4. Foto di noi (feat. Drast) – 3:13
5. Venezia – 2:40
6. How To (feat. Myss Keta) – 2:25
7. Weed, soldi, sesso (feat. Gemitaiz) – 3:14
8. Luna nera – 2:48
9. Olio e acqua – 2:57
10. Shaq e Kobe (feat. Kkrisna) – 3:17
11. Finto giovane – 2:05
12. Icona hip hop (feat. Emis Killa) – 2:45
13. Amelie (feat. Leon Faun) – 3:13
14. Clochard – 3:10
15. Full Speed – 3:09
16. Anno zero (Bonus Track) – 3:02

Traccia bonus nell'edizione digitale
1. Non è colpa mia – 3:00
2. Sandro Tonali – 2:29

## Classifiche
| Classifica (2022) | Posizione massima |
| ----------------- | ----------------- |
| Italia            | 20                |